# لوكهيد الكترا موديل 10
لوكهيد الكترا موديل 10 (بالإنجليزية: Lockheed Model 10 Electra)‏ هي طائرة ركاب، أحادية السطح وبمحركين. أُنتجت في الولايات المتحدة. من صناعة شركة لوكهيد. كان أول طيران لها في 23 فبراير 1934. صنع منها 149 طائرة.